# Yves, Charente-Maritime
Yves là một xã trong tỉnh Charente-Maritime trong vùng Nouvelle-Aquitaine, tây nam nước Pháp. Xã Yves, Charente-Maritime nằm ở khu vực có độ cao trung bình 9 mét trên mực nước biển.
Thị trấn gồm các khu vực dân cư:
- Le Marouillet
- Les Trois Canons
- Voutron